# Neofeudałowie francuscy

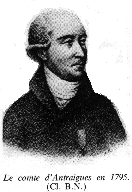
Emmanuel-Louis-Henri de Launay, hrabia d’Antraigues

Neofeudałowie francuscy – grupa konserwatywnych i elitarystycznych myślicieli szlacheckiego pochodzenia głosząca w XVIII wieku potrzebę przywrócenia przewodniej roli szlachty w społeczeństwie francuskim, zagrożonej przez królewską centralizację administracji (Armand Richelieu) i absolutyzm władzy (Ludwik XIV), których wpływ zrównywał społeczeństwo. Najważniejszym z neofeudałów francuskich był Henri de Boulainvilliers (1658-1722). Neofeudałowie francuscy walczący z centralizmem i egalitaryzmem Burbonów, lecz nie dostrzegający zwykle zagrożenia ze strony filozofów takich jak Voltaire czy bardziej radykalnych (Rousseau), którzy ostatecznie ich zniszczyli, niektórzy z neofeudałów jak Emmanuel-Louis-Henri de Launay, hrabia d’Antraigues chwalili nawet Rousseau za jego ataki na absolutystów.